# Луковня (городище)
Городище Луковня — древнейший археологический памятник в Городском округе Подольск Московской области России. С конца 1960‑х годов на южной окраине д. Луковня в излучине Пахры проводятся исследования двух городищ V века до н.э. — VII века н.э.: городище Луковня I и городище Луковня II.

## Городище Луковня I
Городище Луковня I имеет статус памятника археологии федерального значения. Находится на южной окраине д. Луковня в излучине р. Пахры. Поселение раннежелезного века, перекрыто напластованиями позднедьяковской и древнерусской культуры. В писцовой книге 1627 года упоминается «сельцо Лукомна на Похре», ныне д. Луковня, которое в 1621 году было вотчиной шатёрничего. Городище Луковня I почти полностью раскопано под руководством главного археолога Москвы А. Г. Векслера в 1968—1982 годах. Площадка трапециевидная в плане, вытянута с севера — северо-востока на юг — юго-запад, размеры её 40×85 м, высота над рекой до 20 м. С северо-восточной стороны — два вала высотой до 3-х м и два рва (глубина рва между валами 6,5 м, внешнего — до 2-х м). C мысовой юго — юго-западной стороны — четыре вала высотой до 3-х м и три рва глубиной 5, 1,5 и 1 м. Северная часть площадки нарушена старыми раскопами. Культурный слой в южной части площадки толщиной до 0,4 м, в центре и в северной части — до 1 м.

Материалы дьяковской культуры: керамика лепная с текстильными отпечатками, гладкостенная и лощёная. Найдены миниатюрные сосудики, костяные наконечники стрел, иглы, шилья, проколки, глиняные грузики «дьякова типа», пряслица, бусы, обломки «рогатых кирпичей», женские статуэтки, льячки (ложечки для залива металла), тигли, сопла от плавильных печей и кузнечных горнов, медные и бронзовые украшения, каменные формы для их отливки, железные наконечники стрел, серпы. Материалы, характерные для позднего этапа дьяковской культуры: железный умбон щита, привозные украшения с выемчатой эмалью III—V веков, детали поясного набора VI—VII веков. Выявлены остатки нескольких жилых и производственных сооружений. Одна из жилых построек — наземная, столбовой конструкции, размерами 6,0×7,0 м, двухкамерная, со следами очагов внутри. Производственное сооружение — столбовой конструкции, длиной около 9 м; среди находок — обломки тиглей, льячек, литейных форм (в их числе уникальная, для отливки подвески-лунницы), готовые и бракованные бронзовые украшения. Пол постройки был сильно прокалён.

Находки древнерусского времени приурочены к верхним горизонтам культурного слоя, сосредоточены в центре и северной частях площадки. К ним относятся гончарная древнерусская керамика, железные наконечники стрел, фрагмент кольчуги, шпоры, ножи, поясные пряжки, замок, ключ, бронзовые семилопастные височные кольца, бубенчики, браслеты, стеклянные бусы. Исследованы древнерусские наземная постройка на известняковом основании, каменная вымостка, очаг из камней со скоплением керамики. Находки позднесредневековой керамики относятся, по-видимому, к находившемуся на этом месте селищу ХIV-XVII веков.

Исследование валов геофизическими методами показало существенное различие между их северными и южными рядами. Южные валы насыпались, вероятно, из материкового грунта. Использовалась облицовка известняковым камнем, а также бутовая кладка с уплотнённым материалом между камнями (возможно, обожжённая глина). Насыпь северного внутреннего вала содержала, по-видимому, остатки деревянных конструкций, и была создана на уже отложившемся культурном слое до 1 м. Вероятно, северные валы были созданы или реконструированы в древнерусское время.
- Городище «Луковня I»: южная окраина деревни, на левом берегу р. Пахры
- Городище «Луковня I» на левом берегу р. Пахры
- Вал с северо-восточной стороны
- Ров между валами с северо-восточной стороны
- Ров между валами с юго-западной стороны

## Городище Луковня II
Городище Луковня II имеет статус памятника археологии регионального значения. Городище исследовалось в середине 1980-х и в начале 1990-х годов (Гоняный М. И., Кренке Н. А., Александровский А. Л.). Здесь найдены предметы эпохи раннежелезного века и дьяковской культуры. Расположено на расстоянии 400 м к югу от д. Луковня, на мысу между двух оврагов на правом берегу р. Пахры, 200 м от русла реки. Площадка овальная в плане, размеры 30×40 м, высота над рекой около 15 м, над дном оврага — 6-7 м. С южной стороны городище огорожено двумя валами высотой до 1 м и рвом между ними глубиной до 3-х м. Насыпь внутреннего вала сложена из материкового суглинка. Внешний вал был насыпан на дерново-подзолистой лесной почве. Толщина культурного слоя на площадке не превышает 0,2 м. Обнаружена керамика лепная с текстильными отпечатками и гладкостенная, дьяковской культуры. Найдены бронзовые украшения.

## Другие объекты
Близ городищ обнаружено древнерусское селище ХI — ХIII, ХIV — XVII веков — левый берег р. Пахра (к северу от внешних укреплений городища Луковня I) и два курганных могильника древнерусского домонгольского времени.

## Галерея
| Внешние изображения          | Внешние изображения                           |
| ---------------------------- | --------------------------------------------- |
| Пряжка с неподвижным язычком |                                               |
|                              | Фотография, размещённая здесь. Архивная копия |

| Внешние изображения | Внешние изображения                           |
| ------------------- | --------------------------------------------- |
| Кирпич рогатый      |                                               |
|                     | Фотография, размещённая здесь. Архивная копия |

| Внешние изображения | Внешние изображения                           |
| ------------------- | --------------------------------------------- |
| Накладка-обойма     |                                               |
|                     | Фотография, размещённая здесь. Архивная копия |

| Внешние изображения | Внешние изображения                           |
| ------------------- | --------------------------------------------- |
| Пряжка поясная      |                                               |
|                     | Фотография, размещённая здесь. Архивная копия |

| Внешние изображения   | Внешние изображения                           |
| --------------------- | --------------------------------------------- |
| Застежка кольцевидная |                                               |
|                       | Фотография, размещённая здесь. Архивная копия |

| Внешние изображения | Внешние изображения                           |
| ------------------- | --------------------------------------------- |
| Погремушка          |                                               |
|                     | Фотография, размещённая здесь. Архивная копия |